# SRF 1
СРФ 1 (SRF 1) - швейцарский телеканал, 1-я немецкоязычная телепрограмма Швейцарского общества радиовещания и телевидения.

## История
Телепередачи ведутся с 1953 года. , изначально вещал 2 часа в день с 20.00 до 22.00, включал в себя два выпуска информационной программы Tagesschau в 20.00 и перед окончанием передач, с 1965 года с 19.00 был добавлен ещё один выпуск Tagesschau в 20.00, с 1977 года вещает до полуночи, был добавлен ещё один выпуск Tagesschau перед окончанием эфира, с 1983 года вещает с 17.00. С 1964 года включает в себя рекламу. В 2012 года были отменены межпрограммные дикторы.

## Телепередачи
Информационные программы SRF 1
- Tagesschau - короткие новости SRF 1 в 12.45-13.00 и 18.00-18.10, ведётся журналистами
- Tagesschau - информационная программа SRF 1 (25-минутный выпуск в 19.30), ведётся дикторами
- 10vor10 (до 1990 года - повтор Tagesschau поздно вечером) - информационная программа SRF 1 выходит в эфир по будням в 21.50-22.15, ведётся журналистами и дикторами
- Tagesschau Nacht - информационная программа  SRF 1, 10-минутный выпуск поздно вечером по будням, ведётся журналистами и дикторами

Международные программы SRF 1
- #SRFglobal - еженедельная аналитическая программа SRF 1

Общественно-политические программы SRF 1
- Rundschau - еженедельный политический журнал SRF 1 по средам в 20.05, ведётся политическими обозревателями.